# 텐징 남걀
텐징 남걀(Tenzing Namgyal, 1769년 ~ 1793년)은 시킴 왕국의 제6대 군주(재위: 1780년 ~ 1793년)이다. 푼초그 남걀 2세의 아들이자 추드푸드 남걀의 아버지이다.
| 전임 푼초그 남걀 2세 | 제6대 시킴 왕국의 군주 1780년 ~ 1793년 | 후임 추드푸드 남걀 |